# Fatima Hamroush

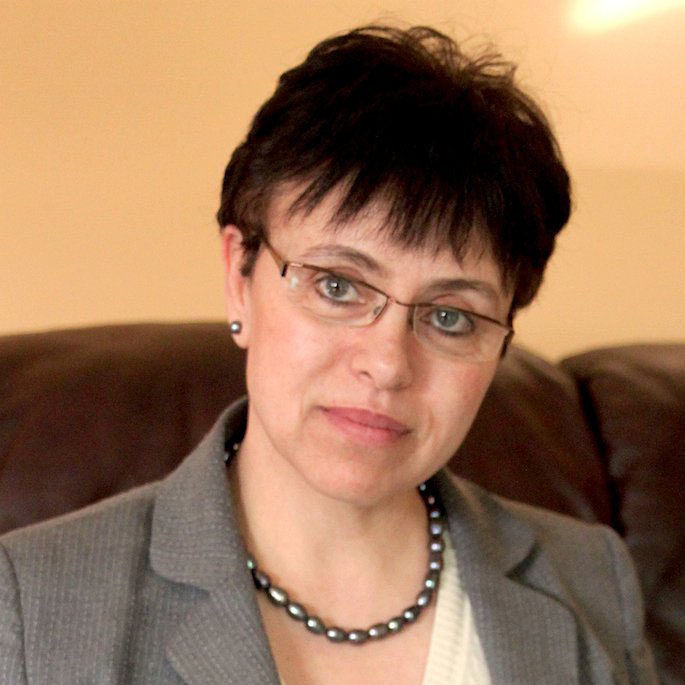
Fatima Hamroush

Fatima Hamroush (* 14. Februar 1960 in Bengasi) ist eine libysche Politikerin und Augenärztin.
Fatima Hamroush studierte Medizin und wurde Augenärztin. Sie ging 1996 nach Irland, wo sie die irische Staatsbürgerschaft später erhielt. Dort lebte sie in Julianstown, County Meath. Seit dem 22. November 2011 ist sie libysche Gesundheitsministerin im Regierungskabinett von Abdel Rahim el-Kib.